# Mateusz Glen
Mateusz Glen (ur. 15 czerwca 1998 w Gdyni) – polski influencer, tiktoker i malarz. Twórca postaci „Tej Jednej Ciotki” i autor książek o jej przygodach.

## Życiorys
Urodził się w Gdyni, następnie zaś przez 15 lat mieszkał w Częstochowie, gdzie ukończył naukę w Zespole Państwowych Szkół Plastycznych im. Jacka Malczewskiego. Od czerwca 2022 prowadzi profil w mediach społecznościowych, pod nazwą „Ta Jedna Ciotka”, w ramach którego wciela się w postać tytułowej ciotki, stanowiącej parodię polskiej kobiety w średnim wieku, z krótkimi, zakręconymi włosami, staromodną biżuterią, przywiązaną do polskich i katolickich tradycji oraz rodzinną. Jego konto na Instagramie obserwowane jest przez 305 tys., na TikToku zaś przez 540 tys. osób (wg danych na 11 listopada 2024).

## Wyróżnienia
- 2023: Nominacja do Nagrody im. Marcina Króla, przyznawanej przez Fundację im. Stefana Batorego, za rok 2022 – dla książki pt. Cała siła, jaką czerpię na życie: świadectwa, relacje, pamiętniki osób LGBTQ+, której jest współautorem[7][8],
- 2024: Laureat nagrody „Hashtag Roku” w kategorii „Influencer roku”, przyznawanej na festiwalu See Bloggers[9],
- 2024: Laureat plebiscytu Pudelek Pink Party w kategorii: „Tiktoker roku”[10],
- 2024: Nominacja w plebiscycie Vibez Creators Awards w kategorii „Kultura”[11].

## Publikacje
- Cała siła, jaką czerpię na życie: świadectwa, relacje, pamiętniki osób LGBTQ+, Wydawnictwo Karakter, 2022, ISBN 978-83-67016-07-0 (współautor),
- Boże, Beata! Powieść komediowa, Wydawnictwo Znak, 2024, ISBN 978-83-240-9872-9.
- Dejta spokój. Powieść komediowa, Wydawnictwo Znak, 2024, ISBN 978-83-240-9993-1.